# Leggera (Musica Nuda)
Leggera è un album in studio del duo jazz italiano Musica Nuda, pubblicato il 27 gennaio 2017 da Warner.

## Il disco
Si tratta del primo disco interamente in italiano del gruppo.
L'album vanta diverse collaborazioni: Peppe Servillo è autore del testo di Come si canta una domanda, Fausto Mesolella ha firmato la musica di Tu sei tutto per me con testo di Alessio Bonomo e suona anche in due brani, tra cui Feltrinelli di Francesco Cusumano, Frankie hi-nrg ha scritto il testo di Lunedì, Kaballà e Tony Canto firmano rispettivamente tre e due brani, Luigi Salerno partecipa come autore e musicista in Ti darò. Inoltre il brano Canzone senza pretese è un inedito di Lelio Luttazzi e Alberto Zeppieri, mentre Ti ruberò è una cover di Bruno Lauzi.

## Tracce
1. Come si canta una domanda (Peppe Servillo, Ferruccio Spinetti) – 3:55
2. Condizione imprescindibile (Kaballà, Tony Canto) – 2:47
3. Dimane (Ferruccio Spinetti) – 3:09
4. Leggera (feat. Tony Canto) (Kaballà, Tony Canto) – 3:46
5. Lunedì (Ferruccio Spinetti, Francesco Di Gesù) – 3:24
6. Feltrinelli (feat. Fausto Mesolella) (Francesco Cusumano) – 2:51
7. Canzone senza pretese (feat. Frida Bollani Magoni) (Lelio Luttazzi, Alberto Zeppieri) – 2:06
8. Ti darò (feat. Luigi Salerno) (Luigi Salerno) – 2:56
9. Zitto zitto (Kaballà, Susanna Parigi) – 2:41
10. Luce (Luigi Salerno, Ferruccio Spinetti) – 2:20
11. Tu sei tutto per me (feat. Fausto Mesolella) (Fausto Mesolella, Alessio Bonomo) – 3:15
12. Ti ruberò (Bruno Lauzi) – 4:41

## Formazione
- Petra Magoni
- Ferruccio Spinetti